# M-325

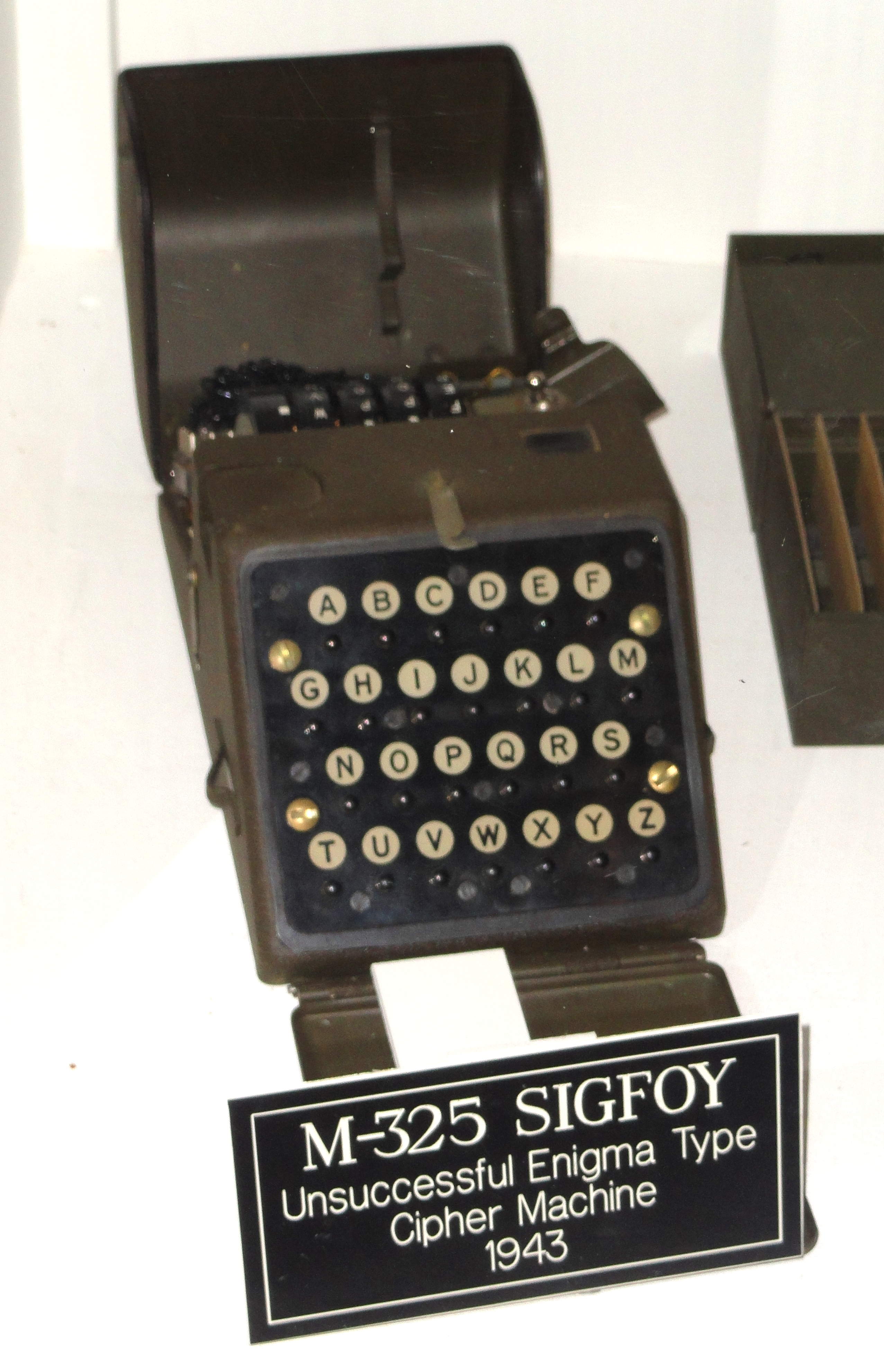
Une M-325 au National Cryptologic Museum, Fort Meade, Maryland.

Dans l'histoire de la cryptographie, la M-325, aussi nommée SIGFOY, était une machine de chiffrement à rotors américaine conçue par William F. Friedman en 1936. Entre 1944 et 1946, plus de 1100 modèles furent déployés au Ministère des affaires étrangères américain. Son utilisation cessa en 1946 à cause de défauts. Friedman fit une demande de brevet pour la M-325 le 11 août 1944; il fut accordé le 17 mars 1959 (brevet n° 2877565).
Comme Enigma, la M-325 contient trois rotors intermédiaires et un rotor réflecteur.